# Brutus (roman)
Pour les articles homonymes, voir Brutus.
Brutus est un roman de l'écrivain Bernard Clavel publié chez Albin Michel en 2001.

## Présentation générale
Il s'agit d'une épopée au temps des martyrs chrétiens. Le roman se déroule près du Rhône et dans la Camargue, environ 120 ans après la fondation de Lyon.
Trois personnages principaux :
- Brutus, superbe bête, taureau d'exception, salué par tous, qu'a acheté l'empereur de Rome et qu'il destine au cirque. Comme le taureau de Meurtre sur le Grandvaux qui va se rebeller et encorner son maître Ambroise Reverchon, Brutus, le héros de cette histoire, est aussi un fier taureau à la force impressionnante.
- Le Rhône, que ceux qui le connaissent bien tiennent pour un dieu, qui ne se laisse pas dompter, tout juste apprivoiser pour un temps.
- Le gaulois Vitalis qui s'est fait chrétien et deviendra martyr.

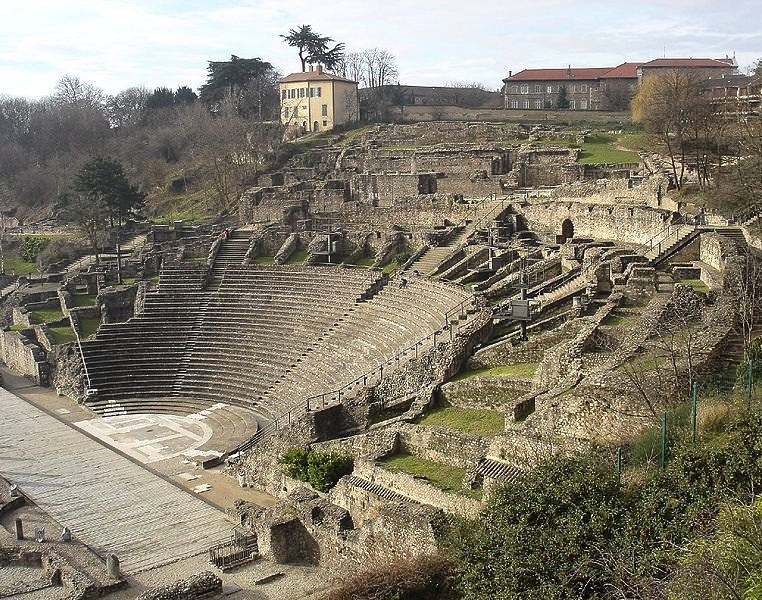
Lyon au temps de Lugdunum

Ce jour-là, tirée par une vingtaine d'hommes, une lourde barge remonte le Rhône. À son bord, entravé, se trouve Brutus, un farouche taureau camarguais. Ils vont monter jusqu'à Lugdunum, - nom romain de Lyon- orgueilleuse cité romaine, capitale des Gaules où les chrétiens sont torturés. Vitalis, le patron de la barge et Blandine, la jeune esclave qui porte le nom d'une martyre chrétienne de Lyon, seront parmi les premiers sacrifiés à la folie des hommes. 
Mais la justice des hommes va s'accomplir : Brutus avec le mousse et les compagnons du nautonier sacrifié, va mettre toute sa puissance, sa volonté à exercer sa vengeance. Il y a dans  ce roman autant de violence, de tolérance que d'amour, pour ceux qui ne renie pas leur foi en l'homme.
La phrase que Clavel a choisi de placer en exergue est à cet égard exemplaire : « L'homme une fois déchaîné est pire que l'animal. Et tous les hommes se valent, une fois qu'ils sont des bêtes. »
Autant Bernard Clavel évoque ici les premiers chrétiens qui prêchaient la concorde entre les hommes et refusaient toute violence, autant il rejette cette même église dont « trop des prêtres ont craché au visage du Christ sans que l’Église songe à les répudier, pour que j’aie encore la moindre considération pour cette Église », écrit-il dans son livre Le Massacre des innocents.

## Contenu et résumé
Les deux héros de ce roman, ce sont Brutus le taureau et le fleuve Rhône : la puissance incarnée.
Cette superbe bête va quitter sa Camargue natale, ses pâturages, et ses congénères pour rejoindre le Rhône dans une barge, prisonnier dans sa petite caisse.
Sur cette barge qui remonte péniblement le fleuve, « le seigneur du fleuve », c’est Vitalis, un homme de métier, le naute qui lutte contre les éléments, la fonte des neiges et ce vent violent venu du nord, le Mistral, qui gonflent le fleuve et le rendent encore plus dangereux.

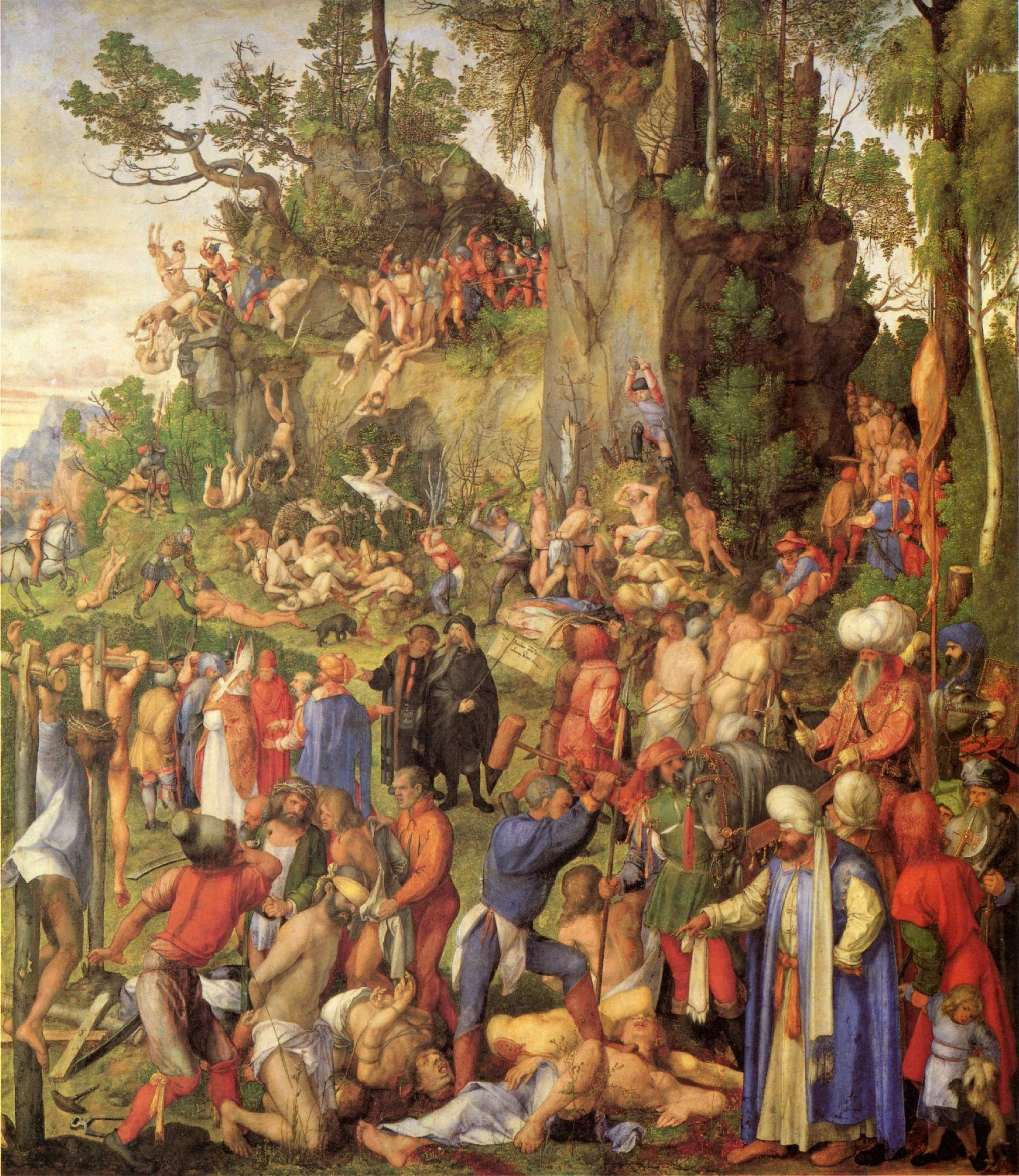
Dürer : Massacre de martyrs

L’arrivée dans la grande ville de Lugdunum recèle un autre danger : Vitalis, son ami Bassus et le jeune mousse Florent sont chrétiens et, même sous le règne de Marc Aurèle, toujours persécutés. À cette époque, Lyon est partagée entre Condate, la ville basse du confluent où le petit peuple vit comme il peut, subit les crues du Rhône, et Lugdunum, la ville haute créée par les Romains, quartier riche constellé de temples et de superbes bâtiments publics.

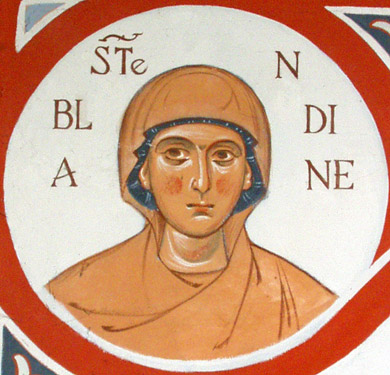
Ste Blandine

Vitalis, torturé pour ses convictions, rappelle d’autres pratiques que Bernard Clavel n’a cessé de dénoncer, la guerre d’Algérie telle que l’a vécue Jacques Fortier, le héros de son roman Le Silence des armes. Le monde se presse pour assister au spectacle, « au jeu ignoble du cirque » où périssent Vitalis, la future Sainte Blandine et bien d’autres, où se retrouvent aussi des bêtes affolées comme Brutus.
Maintenant, Novellis a remplacé Vitelis comme naute et Verpati, force de la nature, est devenu son second. « Depuis qu’ils ont assisté aux tortures et à la mort des chrétiens, ils se sont abstenus d’en parler ». Mais ils ruminent leur vengeance, surtout depuis qu’ils savent qu’ils doivent transporter un général romain et sa suite jusqu’à Arles.
Un peu après Vienne, un piton rocheux affleure, s’avance dans l’eau et Novellis qui le connaît bien, y  lance délibérément sa barge. Fracas épouvantable. La lourde barge est presque cassée en deux. C’est sûr, il n’y aura aucun survivant. Les deux nautes se laissent dériver et glisser dans les vorgines avec « Clinquet », celui qui a dénoncé Vitalis et auquel ils entendent bien faire subir le même sort. Les Romains sont sur les dents et pourchassent tout suspect d’être chrétien. Ils parviennent à retrouver leur ami Bassus caché avec sa famille quelque part près du confluent.
« Le massacre des innocents » redouble de violence, tous les chrétiens sont sacrifiés aux jeux du cirque et il est grand temps pour les deux nautes et Florent le jeune mousse, de fuir en descendant le Rhône. Et ce d’autant plus que leurs réserves s’épuisent. Mais Florent a une idée fixe qu’il arrive à faire partager à ses compagnons : libérer Brutus qu’il a aperçu dans une pâture, près de l’endroit où ils sont cachés.
Une nuit de pluie, ils en profitent pour libérer Brutus et tous prennent le chemin du sud, en barque ou à pied le long de la rive, à travers les vorgines.  Le chemin est semé d’embûches, la marche difficile et ils doivent ouvrir l’œil pour éviter de se faire repérer par les Romains ou l’un de leurs mouchards alléché par la prime offerte à toute dénonciation de chrétiens. Et c’est ce qu’il advint. Mais Verpati réagit vite, lâche Brutus sur les cinq assaillants que le taureau réduit en bouillie.

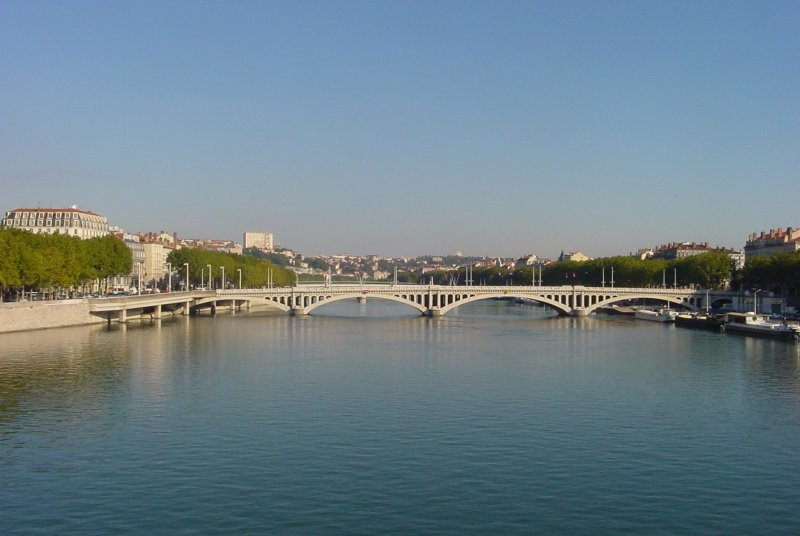
Le Rhône à Lyon

Le voyage est de plus en plus difficile. La soif les tenaille tant que Novellis part en quête d’un point d’eau. Mais il est pris et crucifié sur la porte d’une grange. L’orage déferle soudain, affolant Brutus qui dévale la pente comme un fou jusqu’au Rhône, suivi tant bien que mal par Florent. Il vire un moment dans les lônes avant de le retrouver et de remonter rejoindre les autres rongés d’inquiétude.
La situation est toujours aussi dramatique, « les Romains continuent de tuer, de piller et d’incendier […] Alors partout le sang coule, le sang des innocents ». Avec Florent, Brutus a regagné sa Camargue natale, mais pas longtemps, les taureaux aussi ont leurs guerres. Seuls Verpati et Florent sont sortis vivants du massacre et à bord d’une nouvelle barge, ils reprirent leur navigation sur le Rhône. 
Mais demeure à jamais le souvenir de ces hommes, ces « fous qui proclament que tous les hommes sont frères, qu’ils doivent s’aimer les uns les autres », souvenir gravé dans la croix de naute de Vitalis, ces croix qui ont pendant longtemps orné fièrement les barges naviguant sur le fleuve.

## Critiques
« Mélanges de cruautés et d'actes de fraternité, récit puissant et généreux comme son auteur, Brutus c'est du Clavel grand cru, une histoire d'hommes... remplie de braves types et d'infâmes salauds, et qui roule tumultueusement comme le fleuve-roi qui l'a inspirée. » (Jean Contrucci, quotidien La Provence).
« Cri de révolte contre la violence de l'Histoire, Brutus se veut aussi un chant d'amour à la Camargue et à l'impétueuse majesté du Rhône, ce "Dieu terrible" qui "continue de marcher son train sans que nul obstacle jamais ne fasse plier sa volonté."»  (Jean-Rémi Barland, magazine Lire, avril 2001).
« Question de forme, on peut regretter que la modernité trop familière des dialogues contraste autant avec le lyrisme des descriptions » (Suzanne Desjardins, magazine Nuit blanche (Québec)).

## Parutions
| Éditeur Albin Michel, 416 pages                         | Date de parution : 03/2001 - (ISBN 2226122052)    |
| Éditeur : Éditeur : Pocket n° 11962, 381 pages          | Date de parution : 02/2003 - (ISBN 2266123343)    |
| Éditeur : Éditions France Loisirs, 275 pages            | Date de parution : 02/2002 - (ISBN 2-7441-4980-2) |
| Brutus : livre-audio (cassettes), interprète José Heuzé | Paris : VDB, 2001                                 |